# Bayard-Condict Building
Il Bayard–Condict Building (precedentemente noto come Condict Building e Bayard Building) è un edificio commerciale di 12 piani situato al numero 65 di Bleecker Street, nel quartiere NoHo di Manhattan, a New York. Costruito tra il 1897 e il 1899 nello stile della Scuola di Chicago, è l'unico edificio a New York City progettato dall'architetto Louis Sullivan, che ha lavorato al progetto insieme a Lyndon P. Smith. Situato nel NoHo Historic District, l'edificio è stato designato monumento storico di New York City nel 1975 ed è un National Historic Landmark dal 1976..
L'edificio sorge su un terreno rettangolare e presenta una facciata in terracotta divisa in tre sezioni orizzontali. I due piani inferiori sono costituiti da vetrine con colonne ornate e un ingresso ad arco nella baia più occidentale. Ai piani superiori, dei pilastri separano verticalmente l'edificio in cinque campate, ognuna con pannelli spandrel decorati. Ci sono sei angeli alati appena sotto la cornice nella parte superiore dell'edificio. All'interno, i primi due piani sono utilizzati per il commercio al dettaglio, mentre i piani superiori generalmente contengono ampi spazi tipo loft e una struttura portante in acciaio. Un nucleo meccanico con ascensori, servizi e scale si trova nella sua estremità occidentale.
Il Bayard Building fu sviluppato dalla United Loan and Investment Company, che acquisì il terreno nel 1897 dalla Bank for Savings in the City of New York e diede all'edificio il nome della famiglia Bayard. A causa di controversie sui metodi di costruzione, la United Loan fu costretta a rinunciare all'edificio prima che fosse completato, ed Emmeline G. H. Condict lo aveva acquisito nel giugno 1899. Fu venduto nel 1900 e nuovamente nel 1920, prima di passare sotto il controllo della famiglia Shulsky negli anni '40. Le vetrine furono sostituite negli anni '60, seguita dalla lobby negli anni '80. La facciata fu restaurata alla fine degli anni '90 e all'inizio degli anni 2000.

## Storia
Il palazzo fu commissionato nel 1897 dalla United Loan and Investment Company, che per la propria prestigiosa sede aveva chiamato il già celebre architetto Louis Sullivan, padre del movimento moderno americano e della Scuola di Chicago.

## Descrizione
Il palazzo, che rappresenta l'unica opera newyorchese, è chiaramente influenzato dalle teorie della scuola di Chicago: la facciata lascia trasparire la gabbia strutturale dell'edificio, che tuttavia non rifugge da decorazioni o ornamenti. Le finestre a coppie scandiscono i pilastri d'acciaio ricoperti da cotto chiaro decorato, che assieme agli elementi orizzontali lasciano capire l'aspetto strutturale del palazzo. Il palazzo può essere idealmente diviso in tre parti: i primi due piani, che ospitavano la sezione commerciale della banca, poi la parte centrale di dieci piani, meno decorata, e il coronamento, ovvero la parte più decorata, con angeli che sorreggono il pesante cornicione; tale divisione era tipica del pensiero di Sullivan, ed è ricorrente nelle sue opere.

## Luogo
Il Bayard–Condict Building si trova al numero 65 di Bleecker Street, nel quartiere NoHo di Manhattan, a New York City. È situato sul lato nord di Bleecker Street, tra Broadway e Lafayette Street, all'estremità settentrionale di Crosby Street. Il lotto di terreno è rettangolare e misura circa 774 m², con una facciata di 25,4 m e una profondità di 30 m lungo la 30th Street. L'edificio Robbins & Appleton è adiacente al Bayard–Condict Building sullo stesso isolato, direttamente a nord, e un ingresso alla stazione Bleecker Street della metropolitana di New York City si trova immediatamente a est. Altri edifici vicini includono lo Schermerhorn Building a nord-est, il 339 Lafayette Street a est e il 640 Broadway a sud-ovest.
Prima dell'inizio del XIX secolo, ciò che oggi è NoHo faceva parte delle fattorie di numerose famiglie, come le famiglie Bayard, Bleecker, Herring, Pero e Randall. Le strade da ovest a est furono tracciate attraverso l'area all'inizio del XIX secolo e furono costruite case a schiera lungo queste strade. Questo fu seguito da istituzioni come chiese, biblioteche e scuole negli anni 1830 e 1840, poi da negozi e edifici loft negli anni 1850, che servivano la popolazione ricca della zona. Con l'avvento delle pareti a cortina, delle strutture in acciaio e degli ascensori ignifughi, questi edifici commerciali e loft venivano costruiti fino a 12 piani negli anni 1890. Il Bayard–Condict Building era tra questi primi edifici loft ad alta altezza.

## Architettura
Il Bayard–Condict Building è l'unica struttura a New York City progettata da Louis H. Sullivan, che si è specializzato nello stile architettonico della Scuola di Chicago. Sullivan è talvolta citato come l'unico architetto dell'edificio, anche se è stato assistito dall'architetto newyorkese Lyndon P. Smith. Tali partenariati erano tipici per Sullivan; ogni volta che progettava edifici al di fuori del suo stato natale dell'Illinois, lavorava con altri architetti che erano autorizzati in quello stato. George Elmslie helped design the decoration.
Non si sa come o perché Sullivan fu scelto per progettare l'edificio, ma, al momento del suo sviluppo alla fine degli anni 1890, le strutture più importanti della città erano generalmente progettate da studi locali come McKim, Mead & White. George Elmslie ha contribuito alla progettazione della decorazione.[
L'edificio fu uno dei primi grattacieli a telaio scheletrico di New York City e il Dipartimento degli Edifici sollevò numerose obiezioni al progetto prima che i piani fossero finalmente accettati. Con un'altezza di 49 m e 13 piani, era considerato un grattacielo all'avanguardia. Era simile nel design a un grattacielo non costruito per la St. Louis Trust and Savings Bank che fu progettato nel 1895.  Secondo Frank Lloyd Wright, protetto di Sullivan, il Bayard–Condict Building era il progetto preferito di Sullivan.

### Facciata
Il lato del palazzo su Bleecker Street è rivestito in terracotta bianca smaltata su un muro di mattoni. La facciata presenta elementi relativamente semplici come mullioni e pilastri che ne accentuano l'altezza e la dividono verticalmente in cinque sezioni. La facciata su Bleecker Street è suddivisa orizzontalmente in tre sezioni: una base decorata, un corpo centrale con piani uguali sovrapposti e una corona decorata, che illustrano la visione di Sullivan per la progettazione dei grattacieli. Mentre gli elementi sporgenti come i mullioni e i pilastri dovevano richiamare l'attenzione sui pilastri della struttura portante, le travi orizzontali sono state minimizzate e coperte da ampi pannelli decorativi chiamati spandrelli. Secondo Herbert Muschamp, l'enfasi sugli elementi verticali potrebbe essere stata voluta per rappresentare "il massimo sviluppo di un piccolo sito urbano spingendo contro la forza di gravità". I motivi floreali decorativi di Sullivan adornano la base e la cima della facciata, così come i pannelli decorativi sotto ogni apertura della finestra. Gli altri tre lati della facciata sono realizzati in mattoni rossi a vista con disposizione a rivestimento continuo.
La parte più bassa della facciata su Bleecker Street presenta una fascia orizzontale in cemento chiamata risega. L'ingresso all'edificio si trova nella sezione più occidentale. La porta è fiancheggiata da pilastri sormontati da una piccola cornice e da una lunetta decorata con motivi "organici" come spirali, foglie e viticci. La lunette è coronata da motivi geometrici e foglie. La base dell'edificio originariamente presentava vetrine separate da colonne ottagonali, al di sopra delle quali si trovavano capitelli decorati che raffiguravano foglie. that also depicted leaves. Le colonne originali sono state rimosse nel 1964 e restaurate nel 2002. Sopra ciascuna delle vetrine al piano terra ci sono pannelli decorativi con motivi organici più elaborati.
Ai piani superiori, le campate sono separate da pilastri che corrispondono al sistema strutturale interno; ogni campata è sormontata da un grande arco. Sopra il secondo piano, ogni campata contiene due finestre a due ante per piano, separate da un sottile mullione. Ci sono spandrelli in terracotta incassati con motivi geometrici e organici sopra le coppie di finestre su ogni piano. Gli spandrelli sopra l'undicesimo piano sono decorati con teste di leone. I due piani superiori (il dodicesimo e il tredicesimo) erano destinati a sembrare un unico piano dall'esterno. Su questi piani, ogni campata contiene un arco al dodicesimo e tredicesimo piano, e c'è un motivo a trifoglio negli spandrelli di ogni arco. Una pesante cornice si proietta dalla facciata sopra il tredicesimo piano.  La cornice contiene pannelli decorativi soffittati. Ci sono sei angeli alati appena sotto la cornice. Per molti anni, si è diffusa l'opinione che Silas Alden Condict, un avvocato con aspirazioni religiose che aveva brevemente posseduto l'edificio, avesse voluto includere gli angeli. Condict avrebbe voluto che gli angeli rappresentassero i sei giorni lavorativi della settimana (escluso il Sabato). Sullivan si sarebbe inizialmente opposto alla presenza degli angeli; secondo The New York Times, Sullivan avrebbe chiesto a Condict: "Vuoi un edificio commerciale o vuoi una chiesa?" Questa versione dei fatti è contestata dagli storici Sarah Landau e Carl W. Condict, che nel loro libro del 1996 "Rise of the New York Skyscraper" hanno scritto che Sullivan aveva utilizzato motivi di angeli alati nel suo progetto per il Transportation Building all'Esposizione Colombiana del 1893. Le sculture erano state raffigurate in un articolo della rivista Brickbuilder nel giugno 1898, prima che la famiglia Condict avesse anche acquistato l'edificio. Ci sono motivi rotondi e foglie sopra la cornice, ma il tetto dell'edificio è altrimenti piatto.